# 李士海
李士海（1918年—1967年），安徽怀远人，中华人民共和国政治人物。
担任南京下关发电厂副厂长。1954年，当选第一届全国人民代表大会代表。